# تحصیل آدنزئی
تحصیل آدنزئی (به انگلیسی: Adenzai) یک تحصیل در پاکستان است که در خیبر پختونخوا واقع شده‌است.